# Helgi Guðjónsson
Helgi Guðjónsson (4 agosto 1999) è un calciatore islandese, attaccante del Víkingur.

## Caratteristiche tecniche
È una seconda punta abile sia col destro che col sinistro.

## Carriera

### Club
Ha giocato nella prima divisione islandese.

### Nazionale
Vanta 12 presenze e 7 reti nelle rappresentative giovanili dell'Islanda dell'Under-16 e dell'Under-17.

## Palmarès

### Club

#### Competizioni nazionali
- Bikar karla: 1

Víkingur: 2021
- Úrvalsdeild: 1

Víkingur: 2021
- Supercoppa d'Islanda: 1

Víkingur: 2022